# Eriogonum congdonii
Eriogonum congdonii är en slideväxtart som först beskrevs av Susan Gabriella Stokes, och fick sitt nu gällande namn av James Lauritz Reveal. Eriogonum congdonii ingår i släktet Eriogonum och familjen slideväxter. Inga underarter finns listade i Catalogue of Life.